# برنتوود (مریلند)
برنتوود (به انگلیسی: Brentwood) شهری در ایالت مریلند کشور ایالات متحده آمریکا است که جمعیت آن در سرشماری سال ۲۰۱۰ میلادی، ۳٬۰۴۶ نفر بوده‌است.